# Featured Artists' Coalition
A Featured Artists' Coalition é uma organização sem fins lucrativos que buscar preservar os interesses dos próprios artistas, em meio a disputas comerciais da indústria fonográfica no contexto da era digital.